# クシシュトフ・ザヌッシ
クシシュトフ・ピウス・ザヌッシ （Krzysztof Pius Zanussi, 1939年6月17日 - ） は、ポーランドの映画監督。クシシュトフ・ザヌーシとも表記される。

## 来歴
1939年6月17日、ワルシャワで生まれた。ワルシャワ大学で物理学を、クラクフのヤゲロニアン大学で哲学を専攻した。
1958年から短編映画を多数製作。その後、1969年に二人の対照的な知識人の生き方を描いた『結晶の構造』で長編映画監督としてデビューした。同作は翌1970年のマール・デル・プラタ国際映画祭で脚本賞を受賞した。1970年の2作目『家族生活』（1970年）は翌1971年の第24回カンヌ国際映画祭のコンペティション部門に出品され、シカゴ国際映画祭で審査員特別賞を受賞した。1973年の3作目『Iluminacja （照明）』は同年のロカルノ国際映画祭で金豹賞を受賞した。1975年の『Bilans kwartalny』は第25回ベルリン国際映画祭で国際カトリック映画事務局賞を受賞した。
1977年の『保護色』はクシシュトフ・キェシロフスキの『アマチュア』（1979年）などと並んで、1970年代後半のポーランド映画界の映画運動である「モラルの不安の映画」の代表作として知られる。同作のようにザヌッシの作品はインテリ層の道徳的ジレンマなどを表象したものが多い。
1980年代に入り、1980年の『コンスタンス』が第33回カンヌ国際映画祭審査員賞を、1982年の『Imperatyw （命令）』が第39回ヴェネツィア国際映画祭審査員特別賞を、1984年の『太陽の年』が第41回ヴェネツィア国際映画祭金獅子賞を受賞した。
1992年の『巨人と青年』からは3作連続で東京国際映画祭に出品され、1996年の『育ちゆく日々』は第9回東京国際映画祭で審査員特別賞を受賞した。
近年も2000年の『Zycie jako smiertelna choroba przenoszona droga plciowa』が第22回モスクワ国際映画祭でグランプリを受賞。2005年の『Persona non grata』が第62回ヴェネツィア国際映画祭のコンペティション部門に出品されるなど、精力的に活動しているが、日本では第10回東京国際映画祭で上映された『ブラザー・アルバート』以降、劇場公開がされていない。

## 監督作品
長編劇映画のみ記載。短編・テレビ映画も多数製作。
- 結晶の構造 Struktura krysztalu （1969年）
- 家族生活 Życie rodzinne （1970年）
- Iluminacja （1973年）
- Pittsville - Ein Safe voll Blut （1974年）
- Bilans kwartalny （1975年）
- 保護色 Barwy ochronne （1977年）
- Spirala （1978年）
- コンスタンス Constants （1980年）
- From a Far Country （1981年）
- Imperatyw （1982年）
- 太陽の年 Rok spokojnego slonca （1984年）
- Paradigma （1985年）
- 悲愴 Wherever You Are... （1988年）
- Stan posiadania （1989年）
- Zycie za zycie （1991年）
- 巨人と青年 Dotkniecie reki （1992年）
- 育ちゆく日々 Cwał （1996年）
- Urok wszeteczny z cyklu 'Opowiesci weekendowe' （1996年）
- ブラザー・アルバート Our God's Brother （1997年）
- Zycie jako smiertelna choroba przenoszona droga plciowa （2000年）
- Suplement （2002年）
- Persona non grata （2005年）
- Il sole nero （2007年）
- Black Sun （2007年）
- Serce na dloni （2008年）
- Rewizyta （2009年）
- Obce cialo （2014年）